# 포인팅 스틱
[[파일:Pointing stick of a Lenovo ThinkPad keyboard-4488.jpg|섬네일|세부 사항: 변형 게이지가 있는 레노버 씽크패드 포인팅 스틱의 뒷면. 크기: 8 x 8 mm. 특허 만료]

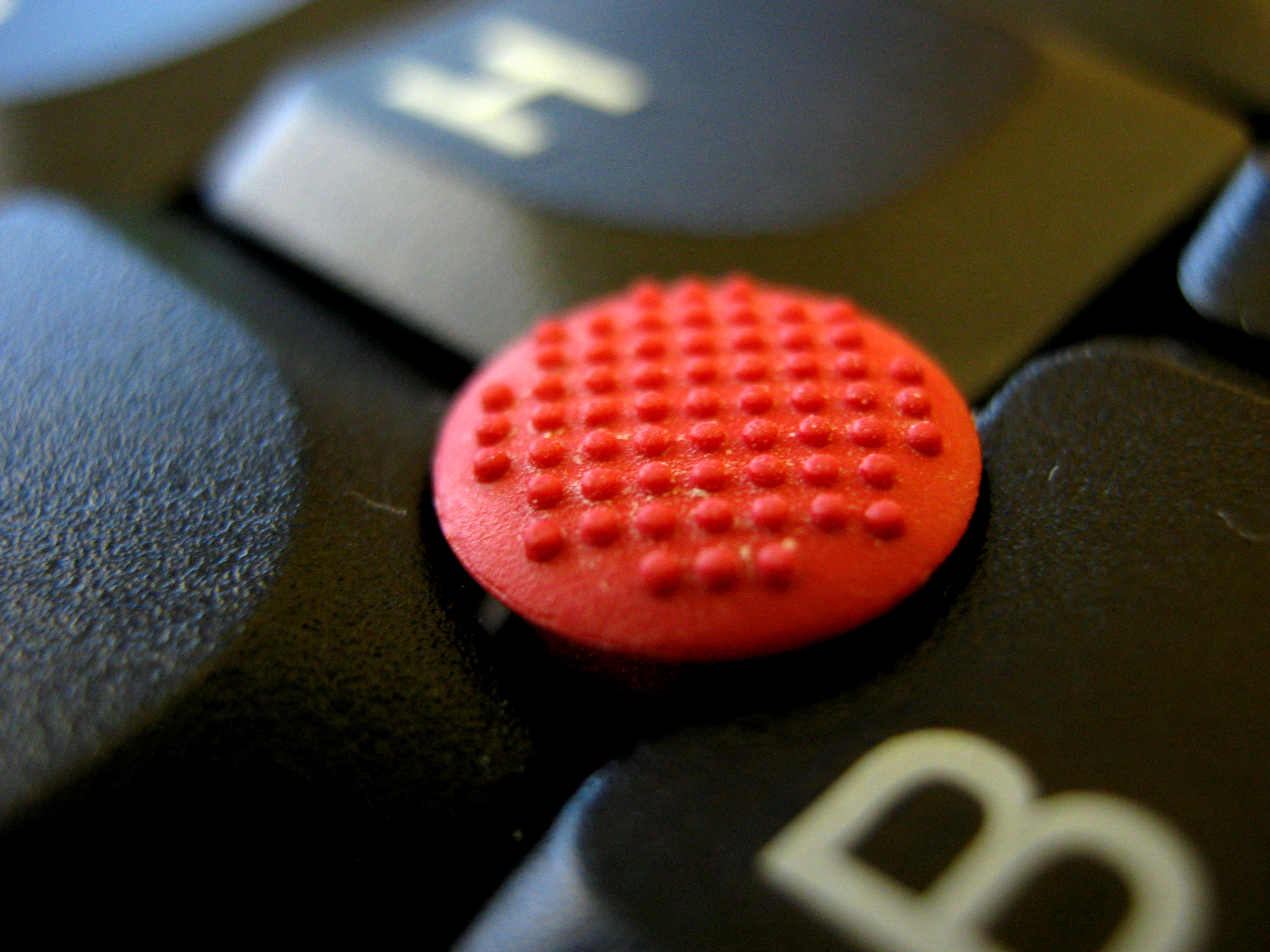
레노버 씽크패드에 있는 포인팅 스틱

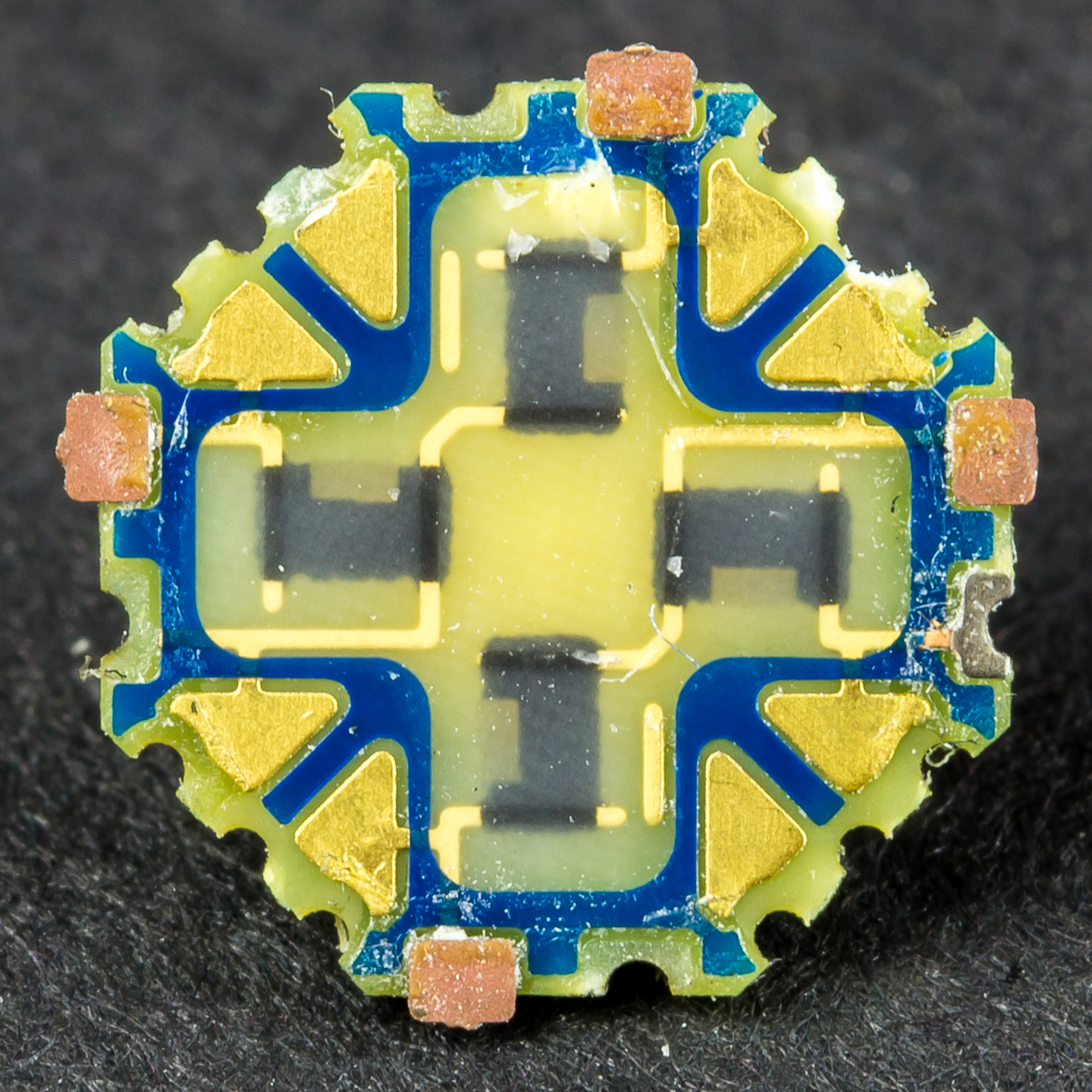
세부 사항: 변형 게이지가 있는 레노버 씽크패드 포인팅 스틱의 뒷면. 크기: 8 x 8 mm. [https://patents.google.com/patent/US6115030A/en?oq=6115030 특허 만료

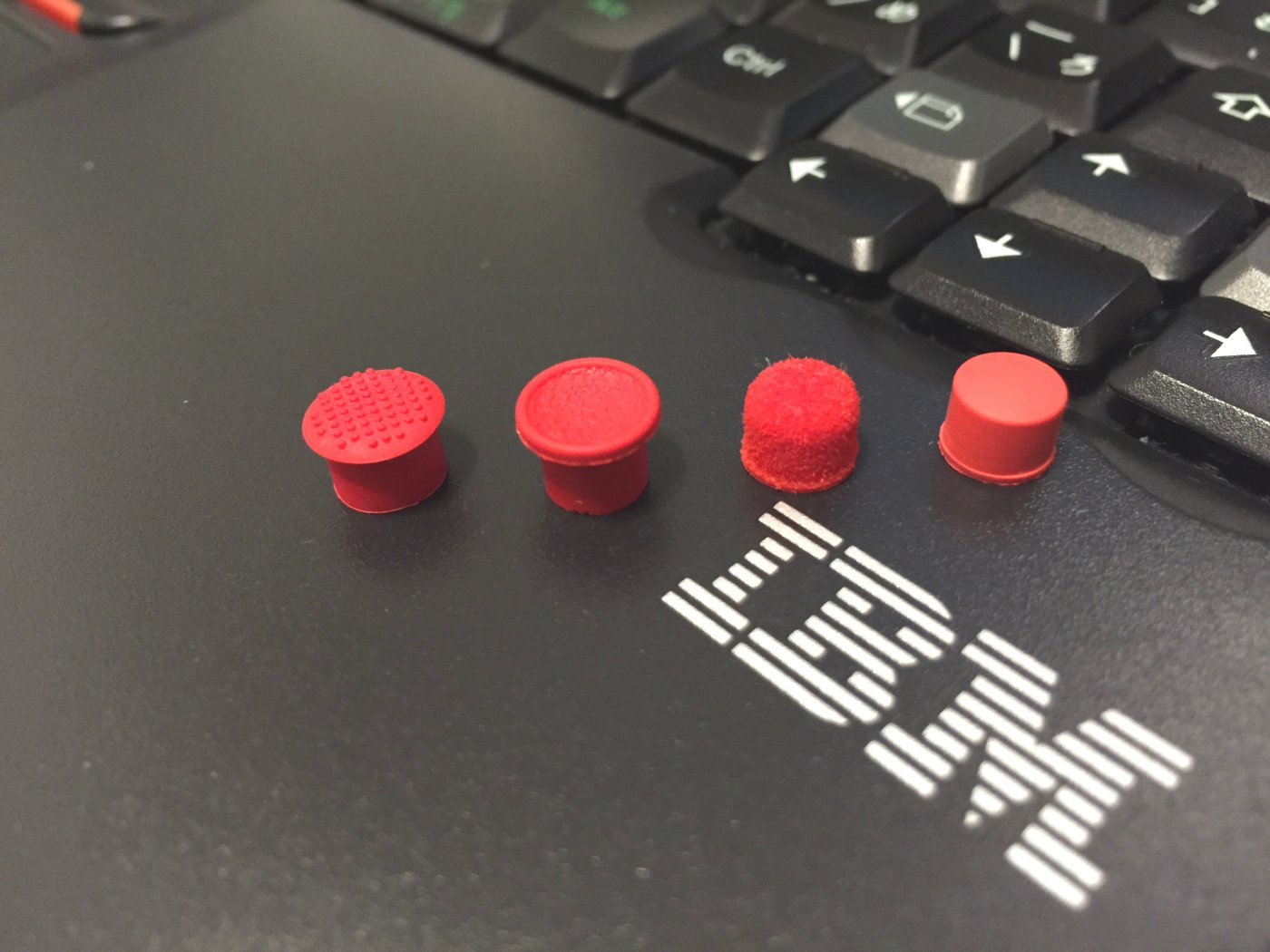
IBM 씽크패드 캡 (왼쪽-오른쪽): 소프트 돔, 소프트 림, 클래식 돔, 이레이저 헤드 (단종됨)

포인팅 스틱(pointing stick) 또는 트랙포인트(trackpoint)는 컴퓨터 자판 중앙에 일반적으로 장착되는 작은 아날로그 스틱으로, 포인팅 장치로 사용된다. 마우스, 터치패드 또는 트랙볼과 같은 다른 포인팅 장치와 마찬가지로, 운영 체제 소프트웨어는 장치 조작을 컴퓨터 화면의 포인터 움직임으로 변환한다. 다른 포인팅 장치와 달리, 조작을 움직임 대신 지속적인 힘이나 변형에 반응하므로 "아이소메트릭" 포인팅 장치라고 불린다. IBM은 1992년 씽크패드 700 시리즈에 "트랙포인트"라는 이름으로 상업적으로 도입했으며, 1997년에 개선된 버전을 특허냈지만 2017년에 특허가 만료되었다. 에이서의 트래블메이트, 델의 델 래티튜드, HP의 HP 엘리트북, 레노버의 씽크패드와 같은 비즈니스 노트북에 사용되어 왔다.
포인팅 스틱은 두 쌍의 저항성 변형 게이지를 사용하여 가해지는 힘을 감지한다. 포인팅 스틱은 사용자가 포인터를 움직이고자 하는 일반적인 방향으로 손가락으로 밀어 사용할 수 있다. 포인터의 속도는 가해지는 힘에 따라 달라지므로 압력을 높이면 더 빠르게 움직인다. 압력과 포인터 속도 간의 관계는 마우스 속도 조정과 마찬가지로 조정할 수 있다.
QWERTY 자판에서 스틱은 일반적으로 G, H, B 키 사이에 내장되어 있으며, 마우스 버튼은 스페이스 바 바로 아래에 배치된다. 마우스 버튼은 키보드 중앙선 아래에 배치되어 오른손 또는 왼손으로 조작할 수 있다. 이 포인팅 장치는 도시바 리브레토 및 소니 바이오 UX와 같은 소형 노트북 화면 옆에도 등장했다.

## 종류
포인팅 스틱에는 일반적으로 "nub"이라고 불리는 교체 가능한 고무 캡이 있으며, 약간 거친 "지우개 헤드" 재질이거나 다른 모양일 수 있다.
씽크패드의 캡은 빨간색이지만, 다른 기기에서는 다른 색상으로도 발견된다. 일부 델 모델에서는 회색, 분홍색, 검은색 또는 파란색일 수 있으며, 일부 HP/컴팩 노트북에서는 파란색, 2000년대 이전에 생산된 대부분의 도시바 노트북에서는 녹색 또는 회색이다.
버튼 구성은 벤더 및 노트북 모델에 따라 다르다. 씽크패드는 눈에 띄는 가운데 마우스 버튼이 있지만, 일부 모델에는 물리적 버튼이 없다. 도시바는 동심원을 사용한다.
1990년대 초, 제니스 데이터 시스템즈는 J-마우스라는 장치를 탑재한 여러 노트북 컴퓨터를 출하했다. 이 장치는 J 키 아래에 특수 키스위치를 사용하여 J 키캡을 포인팅 스틱으로 사용할 수 있도록 했다.
QWERTY 키보드의 G, H, B 키 사이에 나타나는 것 외에도, 이러한 장치 또는 유사한 장치는 십자 패드나 아날로그 스틱의 대안으로 게임 장치에도 나타날 수 있다. 특정 도시바 리브레토 미니 노트북에서는 포인팅 스틱이 디스플레이 옆에 위치했다. IBM은 현재 스크롤 휠이 일반적인 위치에 포인팅 스틱이 있는 마우스를 판매했다.

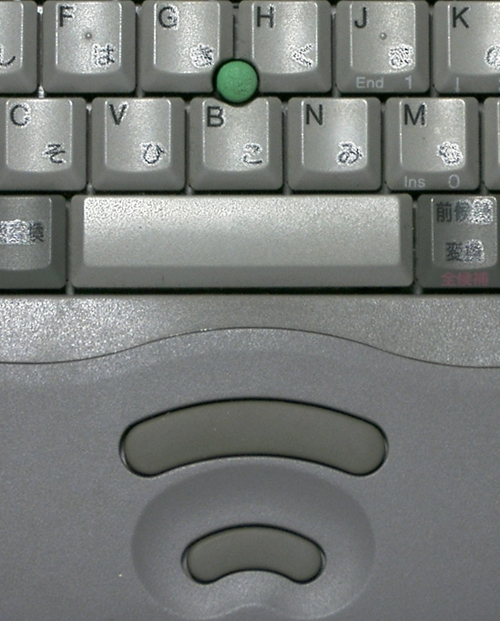
1990년대 중반 도시바 노트북의 포인팅 스틱. 키보드 아래의 두 버튼은 컴퓨터 마우스 역할을 한다: 상단 버튼은 왼쪽 클릭에 사용되고 하단 버튼은 오른쪽 클릭에 사용된다.

옵티컬 포인팅 스틱은 소니 듀오 11, 씽크패드 태블릿, 삼성 아티브 Q와 같은 일부 울트라북 태블릿 하이브리드에도 사용된다.
게이트웨이 2000 리버티 노트북에서는 포인팅 스틱이 키보드 오른쪽 엔터 키 위에 있다.
뉴 닌텐도 3DS에는 C-스틱이라는 보조 아날로그 스틱으로 포인팅 스틱이 탑재되었다.

## 설계 철학
IBM 트랙포인트 III 및 트랙포인트 IV에는 포인터의 속도가 가속되거나 감속될 때 "과잉 반응"하게 하는 네거티브 관성 기능이 있다. 네거티브 관성은 움직임을 시작하거나 멈출 때 관성 또는 느린 느낌을 피하기 위한 것이다. IBM의 사용성 테스트에 따르면 네거티브 관성을 사용하면 사용자가 포인터를 더 쉽게 위치시킬 수 있으며 성능이 7.8% 더 좋다.
포인팅 스틱 설계의 또 다른 과제는 제로 위치(움직임이 원치 않는 위치)를 식별하는 것이다. 움직임의 양이 작기 때문에 센서의 감도가 높아야 하며, 노이즈 간섭에 취약하다.
일반적인 해결책은 포인팅 스틱이 자주 보정되지 않는다고 가정하고, 특정 임계값(아마도 1초 또는 여러 초의 주어진 간격 동안) 미만의 변화를 중립 스틱으로 해석하는 것이다. 그러나 재보정은 또한 '표류'(사용자가 포인팅 스틱을 움직이지 않을 때 포인터가 움직이는 것)의 짧은 기간을 허용할 수 있다.
실제로 재보정 간격이 너무 짧게 설정되고 사용자가 해당 간격 동안 스틱에 적당히 일관된 압력을 가하면 이 방법은 잘못된 제로 포인트로 이어진다. 추가 압력은 포인터를 다시 움직이지만, 보정이 다시 발생하여 더 많은 힘이 필요할 수 있다. 이 시점에서 사용자가 압력을 해제하면 변경 사항은 반대 방향으로 이동하라는 명령으로 해석된다. 시간이 지나면 소프트웨어는 재보정하여 움직임을 멈춘다.
또한, "눌러서 선택"이 활성화된 경우, 타이핑 중에 포인팅 스틱을 건드리면 소프트웨어가 예기치 않은 클릭 이벤트를 생성할 수 있다.

## 역사
1984년, 팰로앨토 연구소의 연구원 테드 셀커는 타이피스트가 키보드에서 마우스로 전환하는 데 0.75초가 걸리고 다시 전환하는 데 비슷한 시간이 걸린다는 연구를 바탕으로 포인팅 스틱을 개발했다. 셀커는 이 시간을 최소화할 수 있는 장치 모델을 만들었다. 3년 후 IBM에서 셀커는 자신의 설계를 개선하여 트랙포인트 제품을 만들었으며, IBM은 1996년과 2000년에 이에 대한 미국 특허를 받았다.
포인팅 스틱은 터치패드가 등장하기 전까지 노트북의 지배적인 포인팅 장치였다. 이후 몇 년 동안 대부분의 노트북 제조업체가 터치패드로 전환하면서 인기가 줄어들었지만, 2021년 현재 레노버와 같은 일부 제조업체는 여전히 포인팅 스틱이 있는 노트북을 생산하고 있다.

## 문제

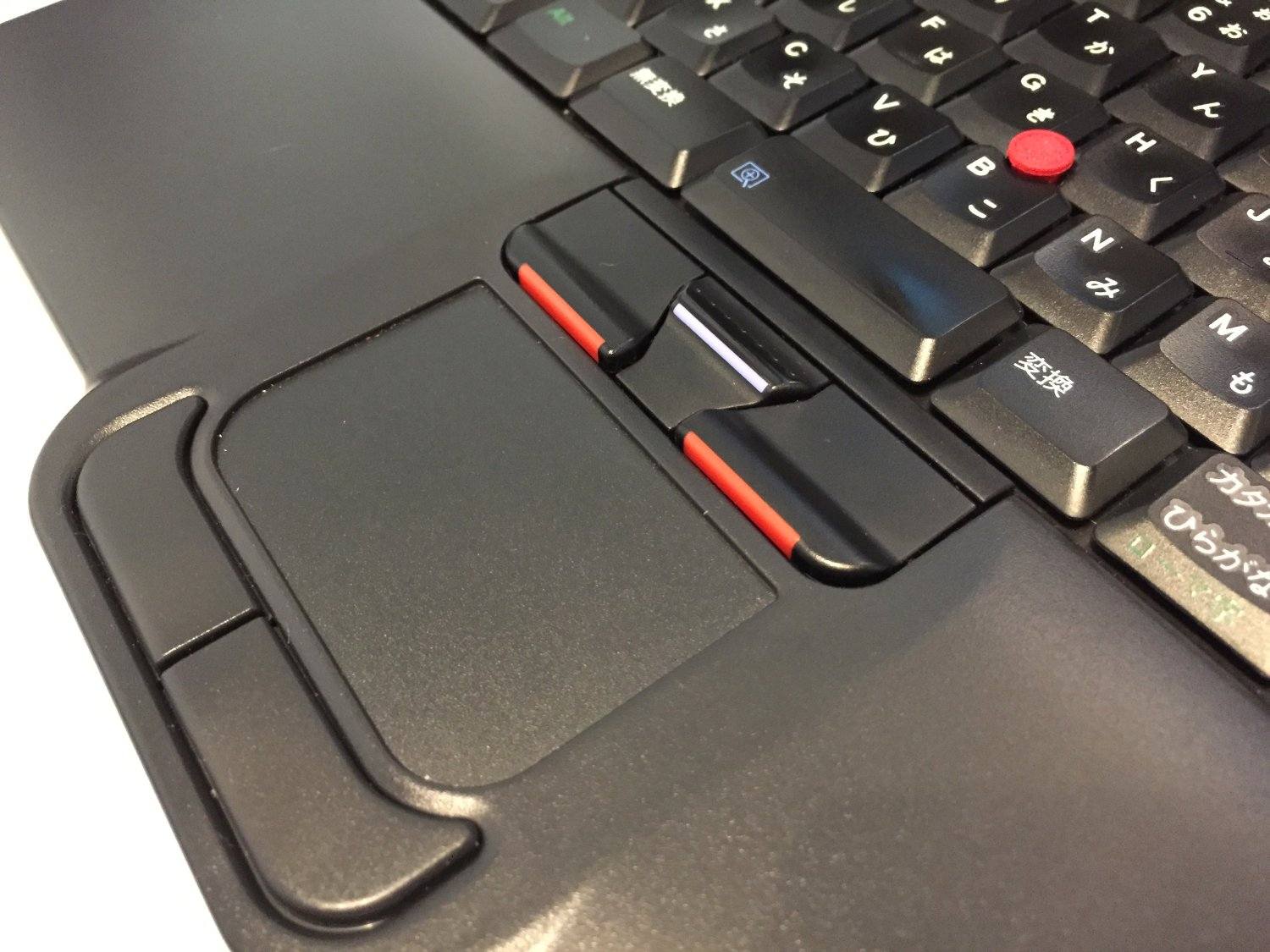
빨간색 포인팅 스틱(오른쪽 상단)과 터치패드(왼쪽 하단)를 모두 갖춘 씽크패드 울트라내비

### 공간 제약

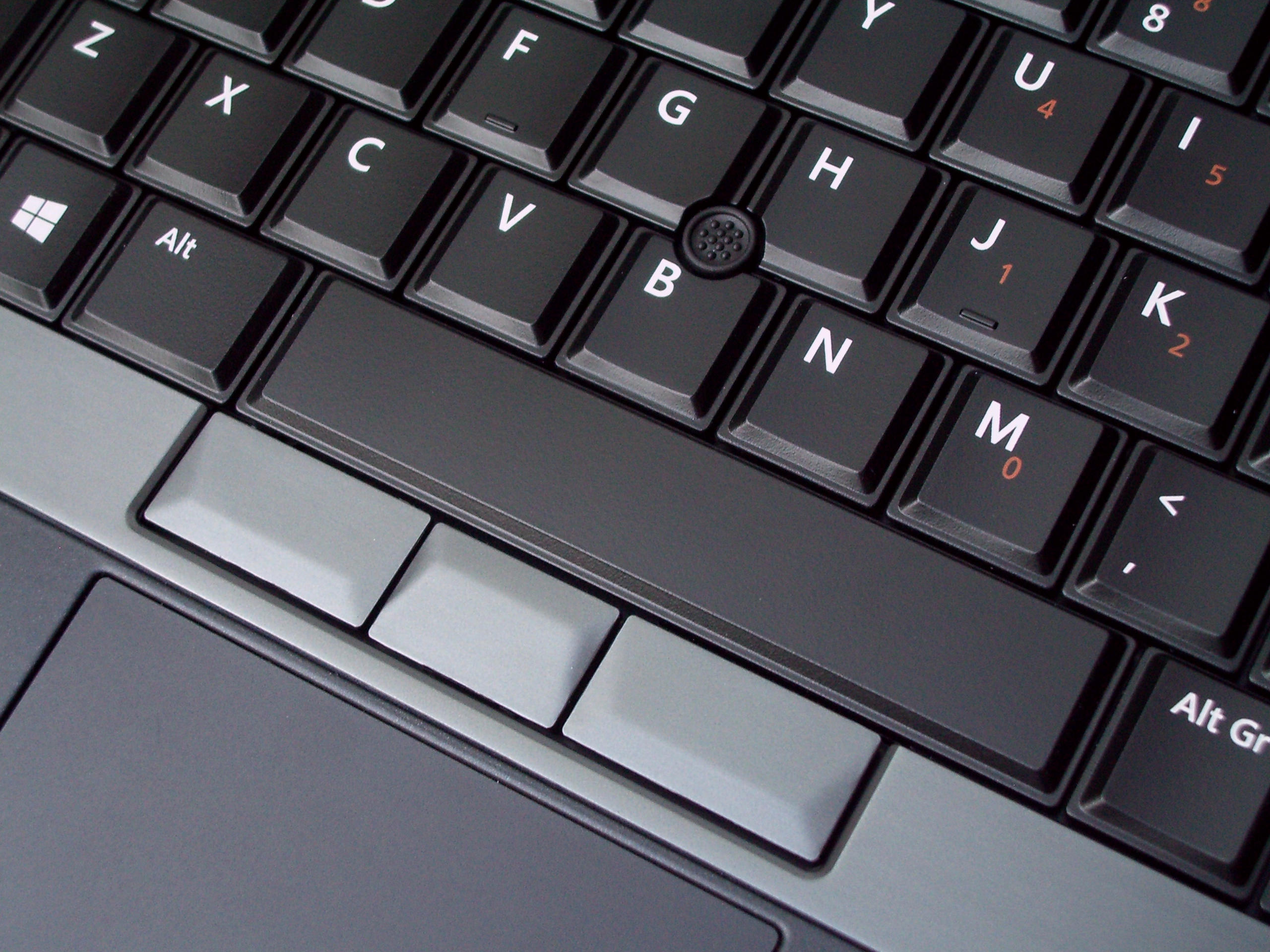
포인팅 스틱(오른쪽 위 중간)과 터치패드(아래)가 있는 델 래티튜드 E6430 노트북. 1990년대 후반부터 델 래티튜드 노트북에 이 두 가지가 함께 장착되는 것이 일반적이었다.

포인팅 스틱은 터치패드를 놓을 공간이 없는 초소형 넷북에 사용할 수 있다.

### 손가락 움직임 감소
포인팅 스틱은 마우스 포인터를 조작하기 위해 손을 홈 로우에서 움직일 필요가 없도록 배치되어 있다.

### 무한한 움직임
일부 사용자들은 포인팅 스틱이 재배치 없이 무한한 움직임을 허용하기 때문에 터치패드보다 모바일 게임에 더 매력적이라고 생각한다. 이는 사용자의 손가락이 포인터를 위치시키는 동안 터치패드 가장자리를 벗어날 수 있어 계속하기 위해 손가락을 재배치해야 할 수 있기 때문이다.

### 인체공학
일부 사용자들은 포인팅 스틱이 손목에 덜 부담을 준다고 생각하는데, 이는 사용자가 일반적으로 키보드 바로 아래에 있는 터치패드에 손목을 얹는 것을 피할 필요가 없기 때문이다. 한 가지 비판은 포인팅 스틱이 사용자의 압력에 의존하기 때문에 손에 경련을 일으킬 수 있다는 점이다(이는 감도를 높이고 포인터가 움직이지 않을 때 손가락을 들어 올리는 것으로 부분적으로 해결될 수 있지만).
또 다른 비판은 이것이 검지 손가락에 스트레스를 주어 반복사용긴장성손상증후군으로 이어질 수 있다는 점이다.
트랙포인트와 터치패드의 성능을 비교하기 위한 여러 인체공학적 연구가 수행되었다. 대부분의 연구에서 터치패드가 약간 더 빠르다는 것을 발견했으며, 한 연구에서는 "터치패드가 트랙포인트보다 15% 더 빠르게 작동했다"고 밝혔다. 또 다른 연구에서는 평균 객체 선택 시간이 터치패드에서 1.7초, 트랙포인트에서 2.2초로 터치패드가 더 빨랐으며, 객체 조작은 터치패드에서 평균 6.2초, 트랙포인트에서 8.1초가 걸렸음을 발견했다.

## 이름 및 브랜드
| 이름                   | 브랜드                              | 현재 모델 | 과거 모델 | 색                                     |
| ---------------------- | ----------------------------------- | --- | --- | -------------------------------------- |
| 에이서                 | FineTrack                           | 없음 | 트래블메이트 6410, 6460, 6492, 6492G, 6592, 6592G, 6593 | 녹색                                   |
| 에이수스               | SensePoint                          | ExpertBook P2                                                                                                | S200, S200N, S200Ne, S300N ASUS pro: B8230UA; ADVANCED BU201 | 검은색/회색, 파란색/회색               |
| 카시오                 | ?                                   | | 카시오페이아 파이바 MPC 시리즈 |                                        |
| 델                     | TrackStick, Dual Point              | 없음 | 래티튜드: 13": E4300, E4310, E6320, E6330, XT3; 14": E5400, E5410, E5420, E5430, E5440, E5450, E5470, 5480, 5490/95, E6420, E6430, E6430s, 6430u, E7440, E7450, E7470, 7480, 7490; 15": E5530, E5540, E5550, E5570, 5580, 5590, E6500, E6510, E6520, E6540 레트로 래티튜드: D400, D410, D420, D430, D600, D610, D620, D630, D800, D810, D820, D830, XT; 프리시전: M2300, M2400, M4300, M4400, M4500, M4600, M4700, M4800, M6700, M6800, M6400, M6500, 3510, 3520, 3530, 7510, 7520, 7530, 7540, 7710, 7720, 7730, 7740; 인스피론: 4000, 8100, 8200, 8600, 9100; L | 파란색, 검은색 또는 회색               |
| 엘로넥스               | 마우스 에뮬레이터                   | 없음 | 엘로넥스 원 | 검은색                                 |
| 후지쯔                 | StickPoint, QuickPoint, Quick Touch | 없음 | 라이프북 T2010, T2020, S7110, S7210, S7220, B2400/2500/2600 시리즈, E8310 (선택 사항), E8410 (선택 사항), E8420 (선택 사항), U1010/U810/U50, U820/U2010, P1100/1500/1600 시리즈, P1620, P1610, P1630, P2120, | 검은색 또는 파란색                     |
| GPD                    | ?                                   | 없음 | 포켓 1 | 파란색                                 |
| HP                     | PointStick                          | 1000 시리즈 및 폴리오를 제외한 모든 엘리트북; 스튜디오 시리즈를 제외한 일부 Z북; 프로북 6450b, 6455b & 6550b | 1000 시리즈를 제외한 모든 엘리트북; p 또는 w로 끝나는 모든 모델; nc, nw 또는 c로 시작하는 모든 모델; 6445b (선택 사항), 6545b (선택 사항), tc4200, tc4400; v로 시작하는 프레사리오 모델, 8500 | 검은색, 주황색 또는 파란색 (구형 모델) |
| JVC, 인터링크 (기업)   | 포인팅 스틱, 트랙포인트             | | MP-XP3210, MP-XP5220, MP-XP7210, MP-XP7220, MP-XP7230, MP-XP7250, MP-XP731, MP-XP7310, MP-XP741, MP-XV631, MP-XP831, MP-XV841, MP-XV941 | 파란색/회색                            |
| IBM, 레노버            | TrackPoint                          | 대부분의 크롬북을 제외한 모든 씽크패드; 울트라내비가 있는 트래블 키보드                                      | 대부분의 씽크패드, 스페이스 세이버 II, 모델 M13, 모델 M4-1, 트랙포인트 IV, 트랙포인트 USB 키보드, 트랜스노트, 트랙포인트 마우스 | 빨간색                                 |
| NEC                    | NX Point                            | 없음 | 이지노트 MX45, MX65, S5 | 진한 회색                              |
| 닌텐도                 | C-스틱                              | 없음 | 뉴 닌텐도 3DS, 뉴 닌텐도 3DS XL 및 뉴 닌텐도 2DS XL | 회색                                   |
| 삼성전자               | 포인팅 스틱                         | 시리즈 6, 아티브 Q                                                                                           | 시리즈 4 | 모든 색상                              |
| 소니                   | 포인팅 스틱                         | 없음 | 소니 바이오 듀오 11, 소니 바이오 P 시리즈, BX 시리즈, C1 시리즈, U8 시리즈, UX 시리즈, X505, 소니 PS3 무선 키보드 | 없음                                   |
| 스프린텍               | FlexPoint                           | SK8702/SK8703 for 노트북/태블릿 PC/넷북/산업용 키보드                                                        | 없음 | 없음                                   |
| 다이나북 (이전 도시바) | AccuPoint                           | 테크라 R 시리즈, Z 시리즈 및 W 시리즈, 포르테주 Z 시리즈 및 R 시리즈                                         | 포르테지 (현재 모델 아님 06/2007), 300-7000 시리즈, T3000 시리즈; 테크라 시리즈 500-9000, A7, A8, A9, A10, A11, M2, M5, M9, M10, M11, S 시리즈; 새틀라이트 프로 시리즈 400-4000, T2000; 새틀라이트 100-4000 시리즈, 리브레토 50CT, 70CT, 100CT | 녹색, 파란색                           |
| 유니콤프               | 포인팅 스틱                         | 엔듀라프로 (데스크톱용)                                                                                      | 온-더-스틱, 마이티 마우스 | 빨간색                                 |

### 비공식 이름
"nub", "clit mouse" (씽크패드 포럼에서 주로 사용되는 커뮤니티 용어), "nipple mouse" 등 다양한 비공식 이름이 만들어졌다.

## 기타 목적
일반적으로 컴퓨터 자판에 사용되지만, IBM은 트랙포인트 마우스 제품에 하나를 포함시켰다. 제안된 용도로는 스크롤링(스크롤 휠과 같이) 또는 듀얼 커서 시스템이 있었다.

## 같이 보기
- 아날로그 스틱
- 광학 트랙패드